# Björid damm
Björid damm är en sjö i Munkedals kommun i Bohuslän och ingår i Örekilsälvens huvudavrinningsområde. Sjön har en area på 0,117 kvadratkilometer och ligger 59 meter över havet. Sjön avvattnas av vattendraget Munkedalsälven (Valboån).

## Delavrinningsområde
Björid damm ingår i det delavrinningsområde (649505-126119) som SMHI kallar för Namn saknas. Medelhöjden är 122 meter över havet och ytan är 12,93 kvadratkilometer. Räknas de 40 avrinningsområdena uppströms in blir den ackumulerade arean 606,62 kvadratkilometer. Munkedalsälven (Valboån) som avvattnar avrinningsområdet har biflödesordning 2, vilket innebär att vattnet flödar genom totalt 2 vattendrag innan det når havet efter 6,6 kilometer. Avrinningsområdet består mestadels av skog (64 procent) och öppen mark (12 procent). Avrinningsområdet har 0,24 kvadratkilometer vattenytor vilket ger det en sjöprocent på 1,3 procent. Bebyggelsen i området täcker en yta av 2,2 kvadratkilometer eller 12 procent av avrinningsområdet.